# УЕФА суперкуп 2008.
УЕФА суперкуп 2008. је био 33. УЕФА Суперкуп, фудбалска утакмица између победника претходне сезоне УЕФА Лиге шампиона и победник Купа УЕФА. У такмичењу 2008. учествовали су Манчестер јунајтед из Енглеске, који је освојио УЕФА Лигу шампиона 2007–08, и руски Зенит из Санкт Петербурга, победник Купа УЕФА 2007–08. Утакмица је одиграна 29. августа 2008. на стадиону Луј II у Монаку.
Зенит је победио у мечу са 2–1, Павел Погребњак је постигао погодак непосредно пре полувремена, пре него што је Дени удвостручио вођство Руса непосредно пре истека сата. Немања Видић је у 73. минуту смањио на један гол, али то није било довољно да Зениту отме трофеј, јер су постали први руски тим који је освојио такмичење. Искључење Пола Сколса због играња руком у 90. минуту је довело до тога да је пропустио прву утакмицу Манчестер јунајтеда у њиховој одбрани Лиге шампиона, домаћу утакмицу против Виљареала.
Ово је био први наступ Зенита у такмичењу, док је Манчестер јунајтед наступио два пута раније, 1991. и 1999. године; њихов први наступ завршио је победом од 1-0 над Црвеном звездом Београд, док је њихов последњи наступ био пораз од 1-0 од Лација, последњег победника Купа победника купова који се такмичио у УЕФА Суперкупу.

## Утакмица

### Резиме

#### Прво полувреме
У уводним разменама меча доминирао је Зенит, контранападом низ њихов десни бок, искоришћавајући нападачки расположеног Патриса Евра. И Константин Зирјанов и Александр Анјуков стварали су прилике на десном крилу, да би Павел Погребњак у оба наврата промашио циљ из изгледне позиције. Дани је такође успео да пробије у петерац са десне стране, да би Рио Фердинанд блокирао његов ниски центаршут.
На другом крају, Јунајтед је имао неколико сопствених полушанси, пошто је, прво, Карлос Тевез упутио слаб ударац у руке директно у рукр Вјачеслава Малафејева. Међутим, први додир са лоптом, Вејна Рунија, енглеског нападача је био лош, а закаснио је на додату лопту па је шанса била изгубљена.
Притисак Зенита је почео да расте и, приближавајући се полувремену, изборили су корнер на левој страни. Алехандро Домингез је извео корнер. Игор Денисов је пребацио лопту на ближу стативу, а она је долетела преко Едвина ван дер Сара да би Павел Погребњак главом постигао први гол за Зенит. Пол Сколс је добио жути картон убрзо након што је утакмица поново почела, али је убрзо уследио звиждук на полувремену и Зенит је био на врху.

#### Друго полувреме
Андреј Аршавин, мета Барселоне и Тотенхем Хотспура током лета, ушао је као замена за Алехандра Домингеза на полувремену, али је Дени био тај који је успео да постигне други гол у 59. минуту. Подигавши лопту на половини Јунајтеда, одбрана Јунајтеда је наставила да му се повлачи, а он је избио у петерац, пуцајући поред Едвина ван дер Сара, који се бацио на погрешну страну.
Напор Карлоса Тевеза био је близу повлачења гола за Манчестер јунајтед и изазвао је период сталног притиска за шампиона Европе. Како је Јунајтед почео да улази у пуни замах, екипа Зенита се мучила да изађе на крај и, након што је Вејн Руни пронашао Тевеза у простору у петерцу, повукао је лопту назад до Немање Видића који је са шест јарди забио лопту у мрежу. Манчестерови нападачи Џон О'Ши, Парк Џи-сунг и Вејн Руни су имали изгледне прилике за постизање гола, али је ипак Дани био тај који је био најближи да постигне још један гол за Зенит, шутирајући преко пречке са само Ван дер Саром испред њега ипак није искористио шансу.
Са само минутом до краја регуларног времена, Вес Браун је упутио центаршут са десног крила. Пол Сколс је кренуо у сусрет лопти, али је, уместо да удари главом, испружио десну руку и руком унео лопту у гол. Судија је без оклевања показао Сколсу други жути картон и искључио га. Црвени картон је значио да ће Сколс пропустити прву утакмицу Манчестер јунајтеда у Лиги шампиона у сезони 2008/09, код куће против Виљареала.

### Детаљи
| Манчестер јунајтед | 1–2      | Зенит                    |
| ------------------ | -------- | ------------------------ |
| Видић 73’          | Извештај | Погребњак 44’ · Дани 59’ |

| Манчестер јунајтед | Зенит |

|                  |    |                   |           |     |
|                  |    |                   |           |     |
| GK               | 1  | Едвин ван дер Сар |           |     |
| RB               | 2  | Гари Невил (c)    |           | 76’ |
| CB               | 5  | Рио Фердинанд     |           |     |
| CB               | 15 | Немања Видић      |           |     |
| LB               | 3  | Патрис Евра       |           |     |
| RM               | 24 | Дарен Флечер      |           | 60’ |
| CM               | 18 | Пол Скоулс        | 45+1’ 90’ |     |
| CM               | 8  | Андерсон          | 54’       | 60’ |
| LM               | 17 | Нани              |           |     |
| CF               | 10 | Вејн Руни         |           |     |
| CF               | 32 | Карлос Тевез      | 74’       |     |
| Резервни играчи: |    |                   |           |     |
| GK               | 29 | Томаш Кушчак      |           |     |
| DF               | 6  | Вес Браун         |           | 76’ |
| DF               | 22 | Џон О’Шеј         |           | 60’ |
| MF               | 13 | Парк Џисонг       |           | 60’ |
| MF               | 28 | Дарон Гибсон      |           |     |
| MF               | 34 | Родриго Посебон   |           |     |
| FW               | 31 | Фрејзер Кемпбел   |           |     |
| Менаџер:         |    |                   |           |     |
| Алекс Фергусон   |    |                   |           |     |

|                  |    |                       |  |     |
|                  |    |                       |  |     |
| GK               | 16 | Вјачеслав Малафејев   |  |     |
| RB               | 22 | Александар Ањуков     |  |     |
| CB               | 4  | Ивица Крижанац        |  | 71’ |
| CB               | 28 | Себастјан Појгрениер  |  | 62’ |
| LB               | 11 | Радек Ширл            |  |     |
| DM               | 44 | Анатолиј Тимошчук (c) |  |     |
| RM               | 18 | Константин Зирјанов   |  |     |
| LM               | 27 | Игор Денисов          |  |     |
| AM               | 19 | Дани                  |  |     |
| CF               | 7  | Алехандро Домингес    |  | 46’ |
| CF               | 8  | Погребњак             |  |     |
| Резервни играчи: |    |                       |  |     |
| GK               | 1  | Камил Чонтофалски     |  |     |
| DF               | 5  | Ким Донг-џин          |  |     |
| DF               | 15 | Роман Широков         |  | 62’ |
| MF               | 2  | Владислав Радинов     |  | 71’ |
| MF               | 10 | Андреј Аршавин        |  | 46’ |
| MF               | 20 | Виктор Фајзулин       |  |     |
| FW               | 9  | Фатих Теке            |  |     |
| Менаџер:         |    |                       |  |     |
| Дик Адвокат      |    |                       |  |     |

| Играч утакмице: Дани (Зенит) Помоћне судије: Хенрик Сондерби (Данска) Андерс Норестранд (Данска) Четврти судија: Нијолај Волгварц (Данска) | Правила утакмице - Игра се 90 минута - У случају нерешеног играју се продужици 30 минута до златног гола ако је потребно - Приступа се извођењу једанаестераца ако је резултати и даље изједначен - Седам именованих замена, од којих се могу користити до три |